# Marcianofreddo
Marcianofreddo è una frazione del comune di Alvignano situata a sud ovest del territorio Alvignanese, a circa 2 chilometri dal centro abitato di Alvignano, sui colli Caprensi o Monti Trebulani. Il nome deriva da "Marzanum Frigidum" (riferito al clima freddo).
Probabilmente le sue origini risalgono intorno all'anno Mille, a opera degli abitanti di Cubulteria in fuga dalle invasioni saracene, o forse risalgono ancora prima dell'epoca romana.
Tuttavia, non ci sono fonti storiche delle sue origini.

## Geografia fisica
Marcianofreddo sorge su una strada che collegava Trebula con Cubulteria.
La morfologia del Paese si presenta scosceso lungo la costa montuosa, con case che si presentano allo stato di qualche secolo fa.
Attualmente il paesino è in via di abbandono: dal dopoguerra la popolazione è andata man mano diminuendo, molti sono emigrati per lavoro e altri si sono trasferiti a valle ad Alvignano.

## Monumenti e luoghi d'interesse

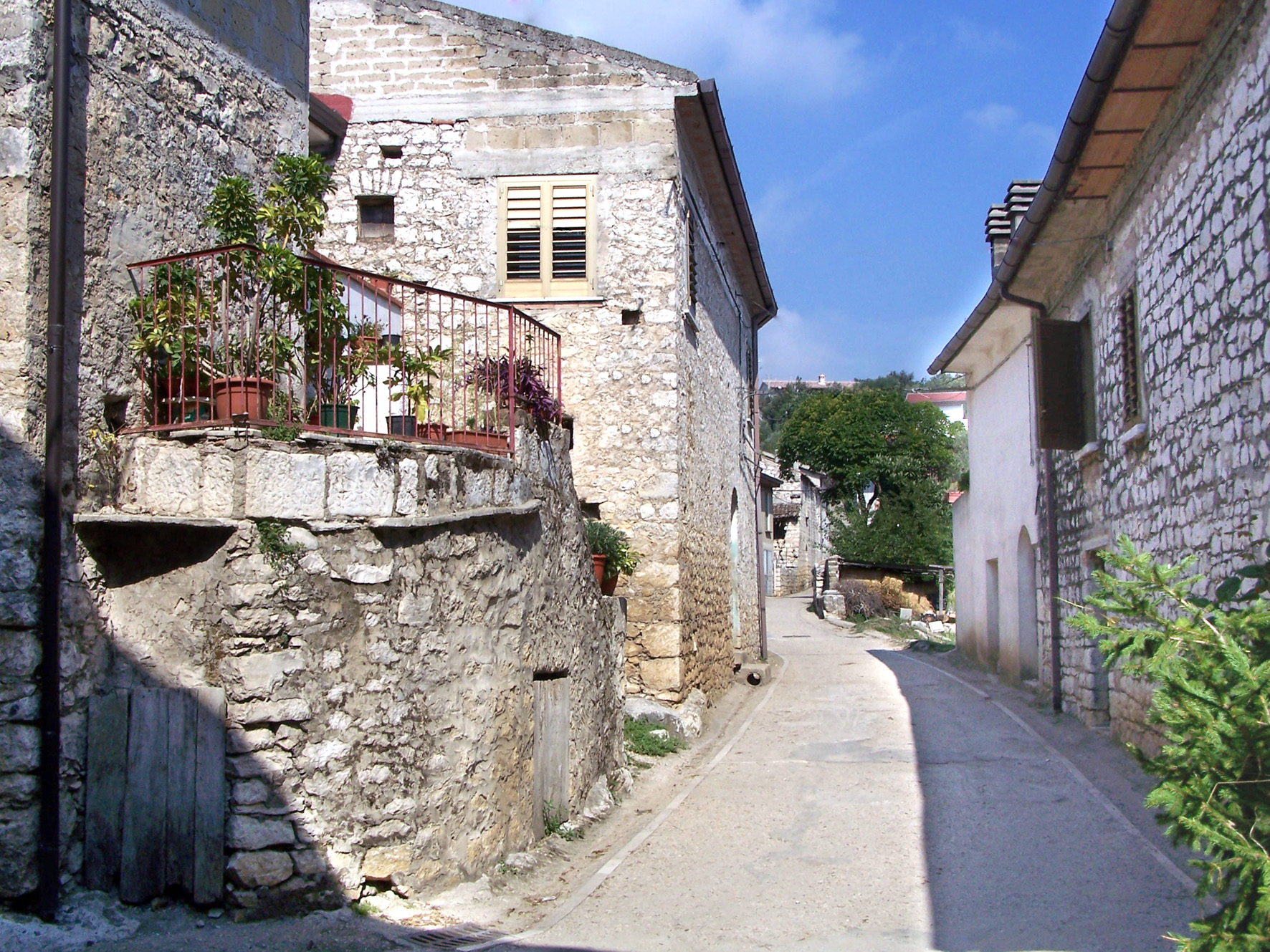
Scorcio del borgo.

Al centro del paese si trova la chiesa parrocchiale dedicata a Maria Santissima del Carmine; al suo interno è conservato un capitello corinzio di epoca romana, che attualmente funge da base per il fonte battesimale. In un vicolo al centro del borgo sorge una cappellina, il cui unico elemento interessante è una lunetta, lavorata sul tufo e collocata sul portale d'ingresso.
Alla piazzetta antistante la chiesa arriva la stradina proveniente da nord, da Alvignano e dal vicino comune di Liberi, e che scende verso il confinante comune di Caiazzo.
La caratteristica più importante del borgo è la struttura, conservata quasi intatta fin dall'epoca medievale, salvo pochi rifacimenti risalenti ai secoli XVII-XVIII, come testimoniano le date incise sulle chiavi di volta di alcuni portali.

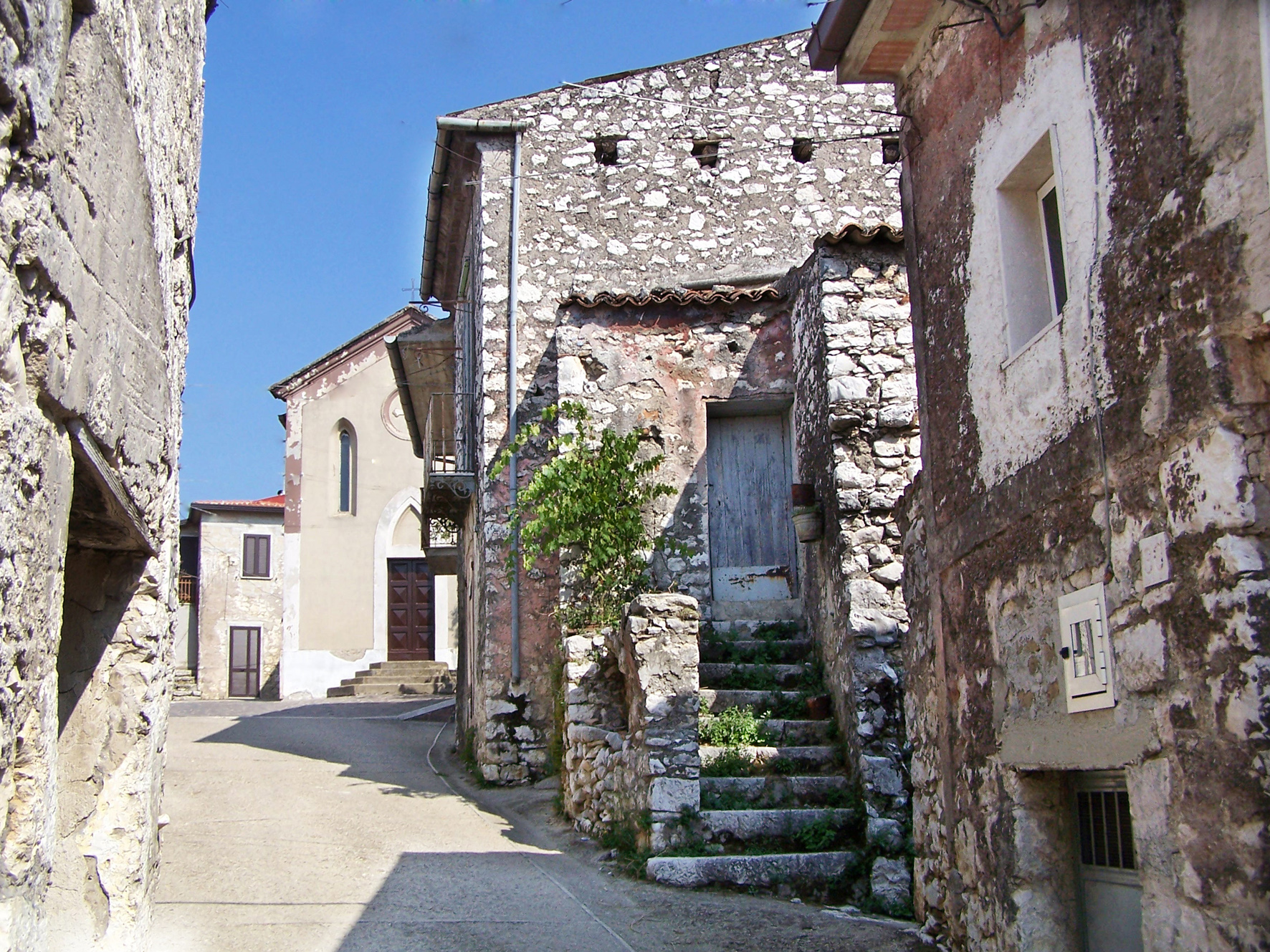
Scorcio del borgo.

Le strutture murarie sono tutte in pietra, materiale facilmente recuperabile nella zona. A Marcianofreddo troviamo tipologie abitative similari a quelle di San Mauro, complete di tutto l'occorrente per le necessità familiari: queste abitazioni, però, si sviluppano solo lungo un asse stradale principale. Nei piani bassi delle case sono le stalle e i servizi, nei piani alti le abitazioni. All'interno di queste case sono dei piccoli spazi o vere e proprie aie, che ospitano il forno e talvolta un pozzo o una cisterna, il tutto circondato da mura perimetrali, nelle quali si apre un unico arco di accesso, affacciato sulla strada principale.

## Festa della Madonna del Carmine
La festa patronale si celebra il 16 luglio in onore della Madonna del Carmine. Il culto è molto sentito dagli abitanti del luogo, è un'occasione per ritrovarsi sia per molti emigranti originari di Marcianofreddo, sia per fedeli e abitanti di Alvignano e dei paesi vicini: solo in questa occasione il paesino si ripopola, tornando all'antico splendore. Nel primo mattino, i fedeli si riuniscono presso la chiesa dei Santi Apostoli Pietro e Paolo ad Alvignano; poi giungono in pellegrinaggio a Marcianofreddo presso la chiesa della Madonna del Carmine, dove viene celebrata la funzione religiosa. Segue la processione con la statua della Vergine Maria nei pittoreschi vicoli della frazione. La serata è allietata da spettacoli canori, cabarettistici e pirotecnici.

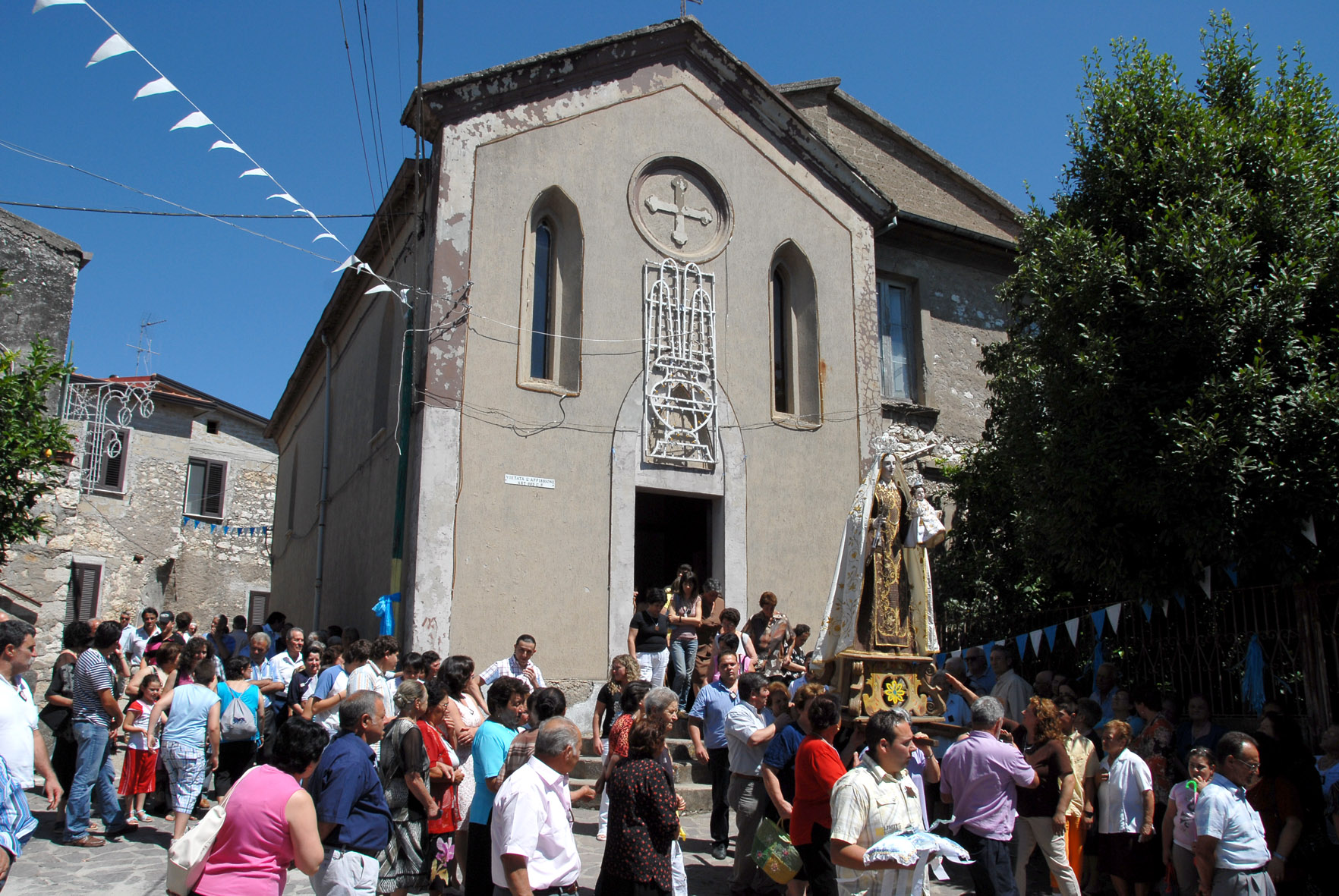
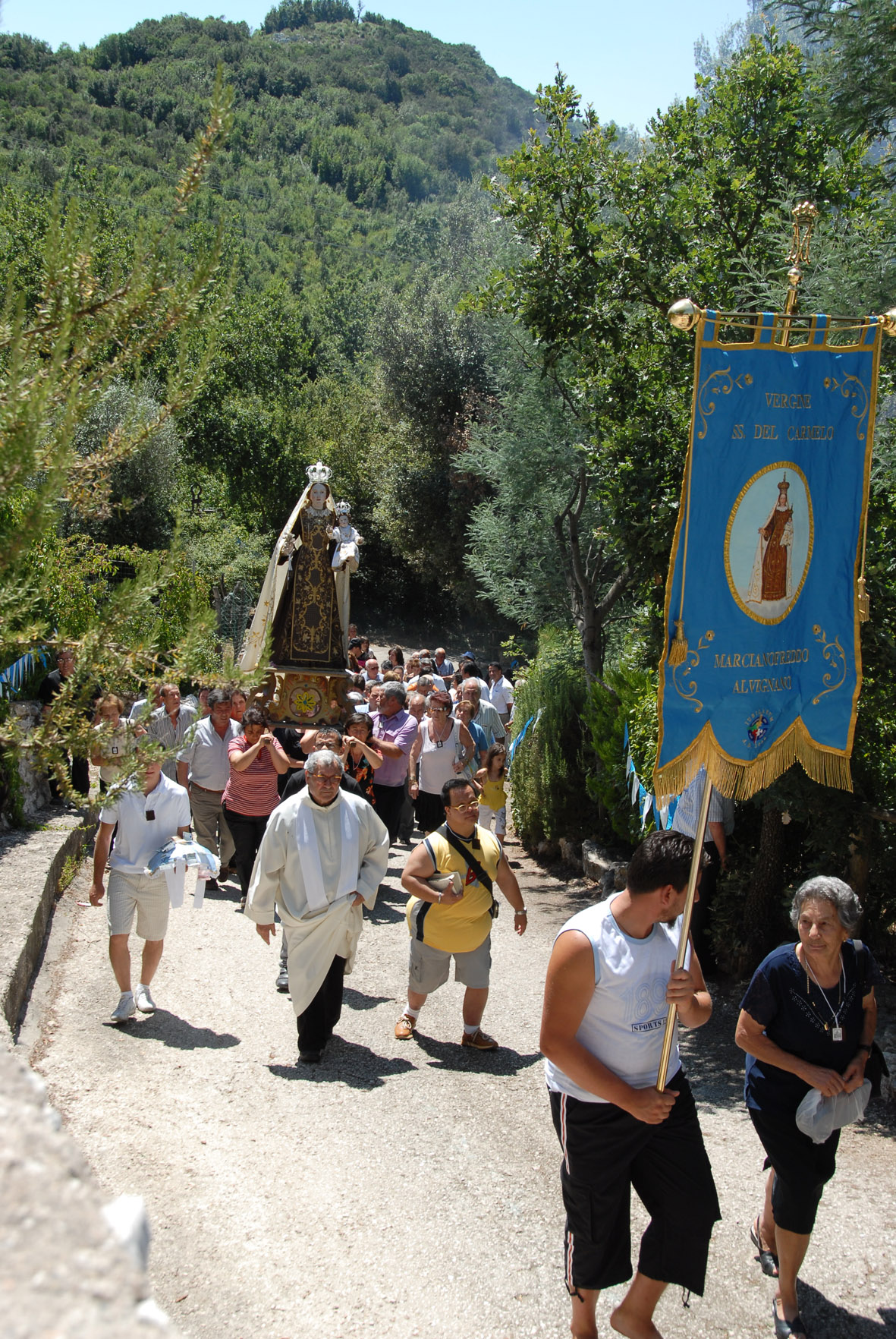
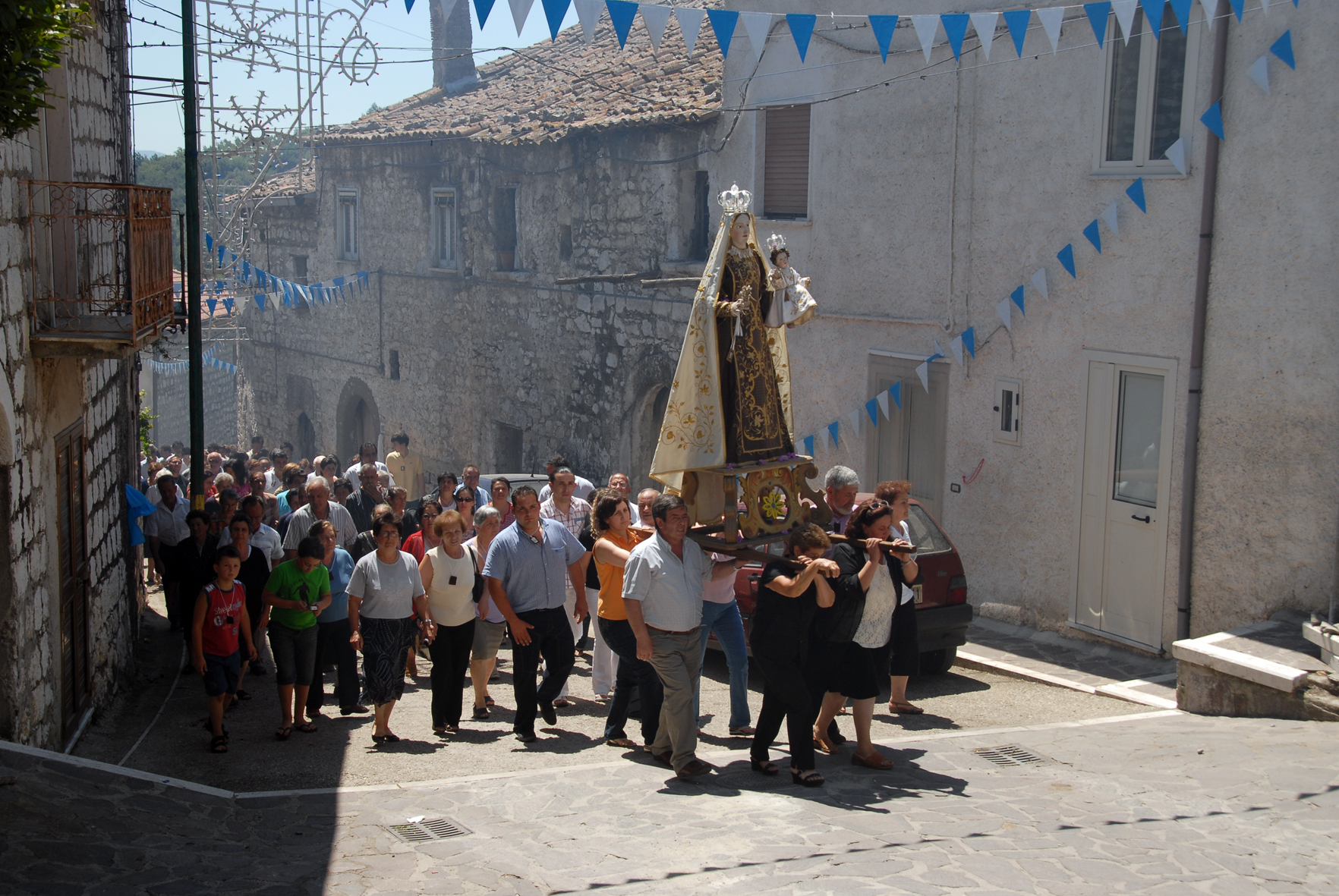
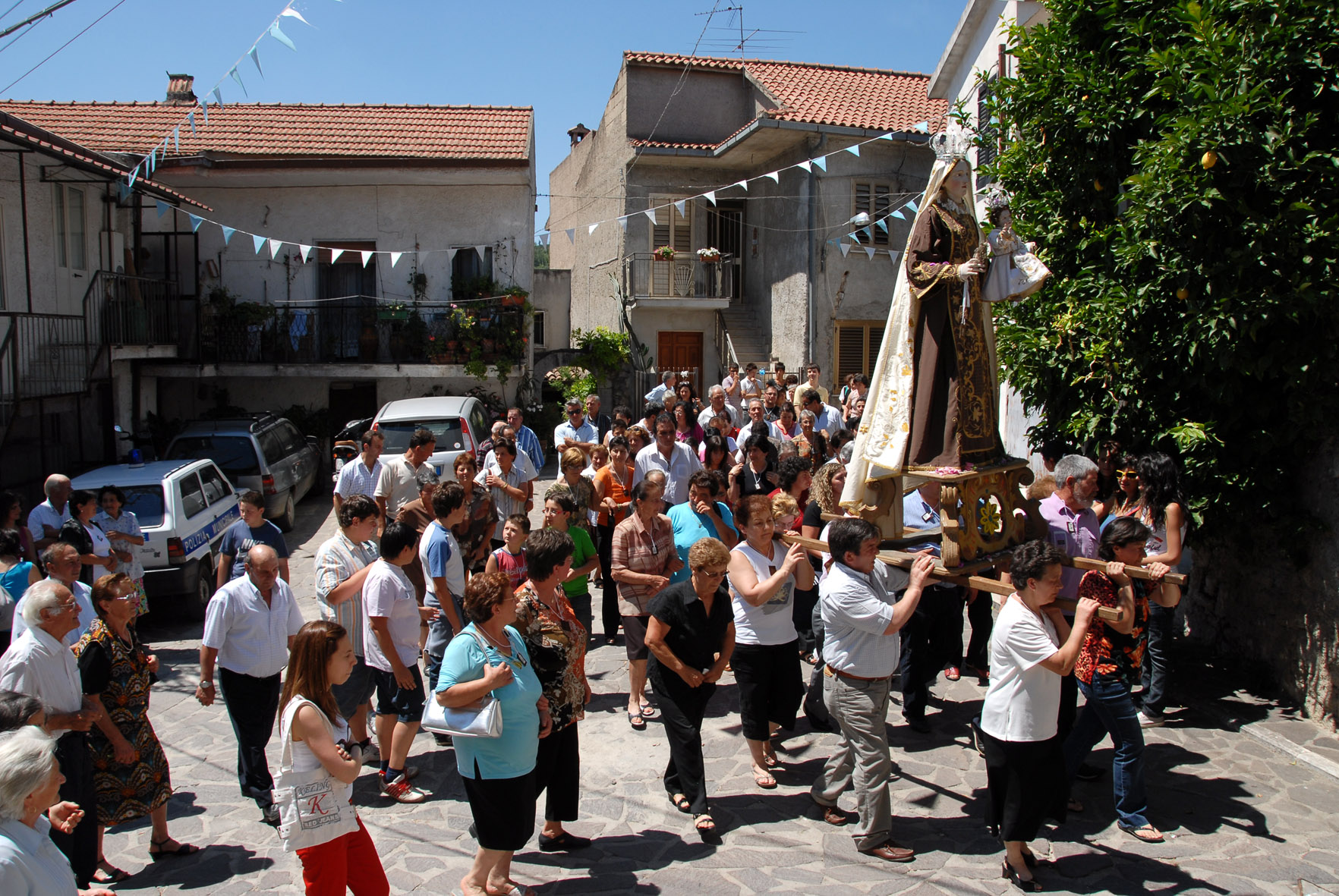
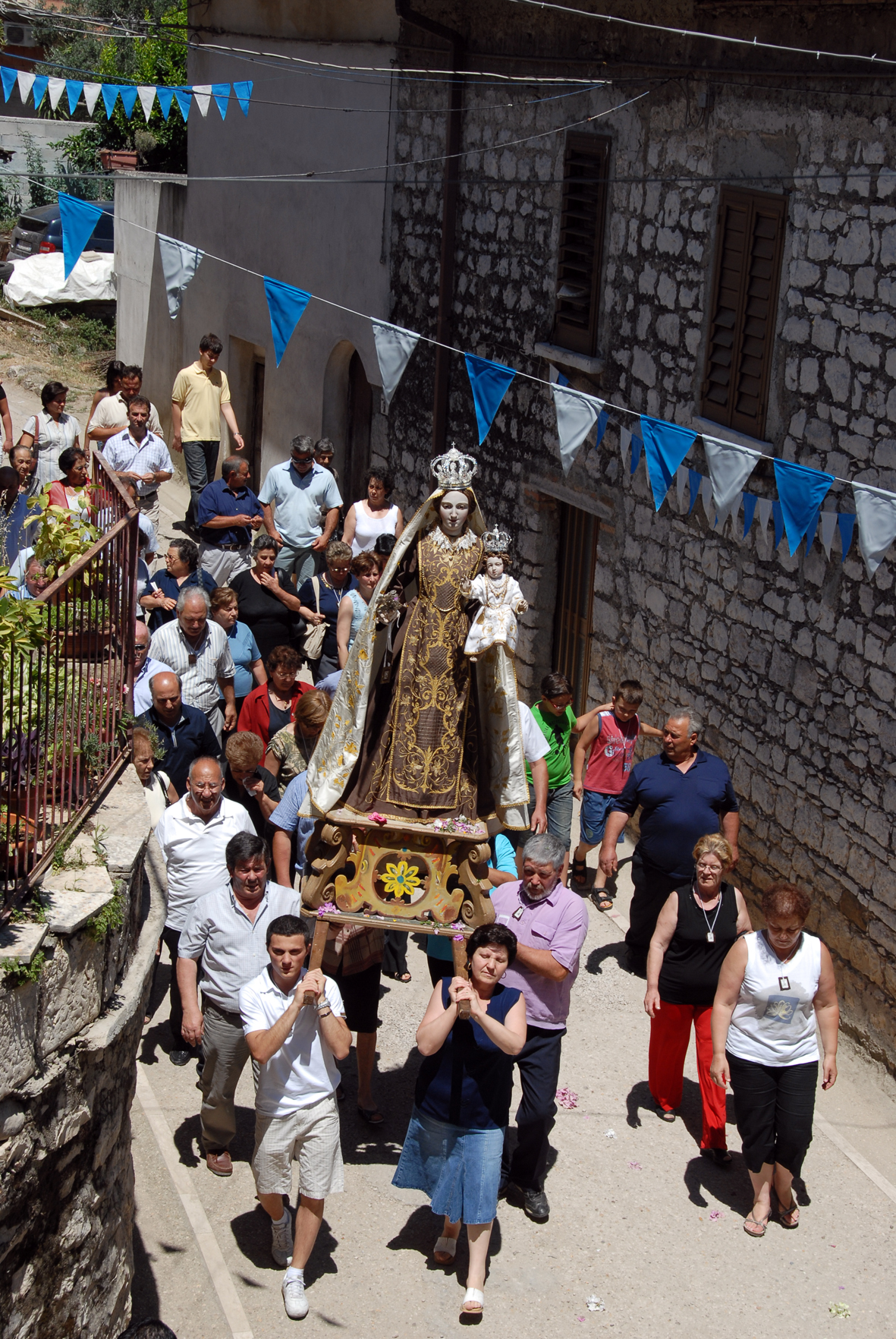
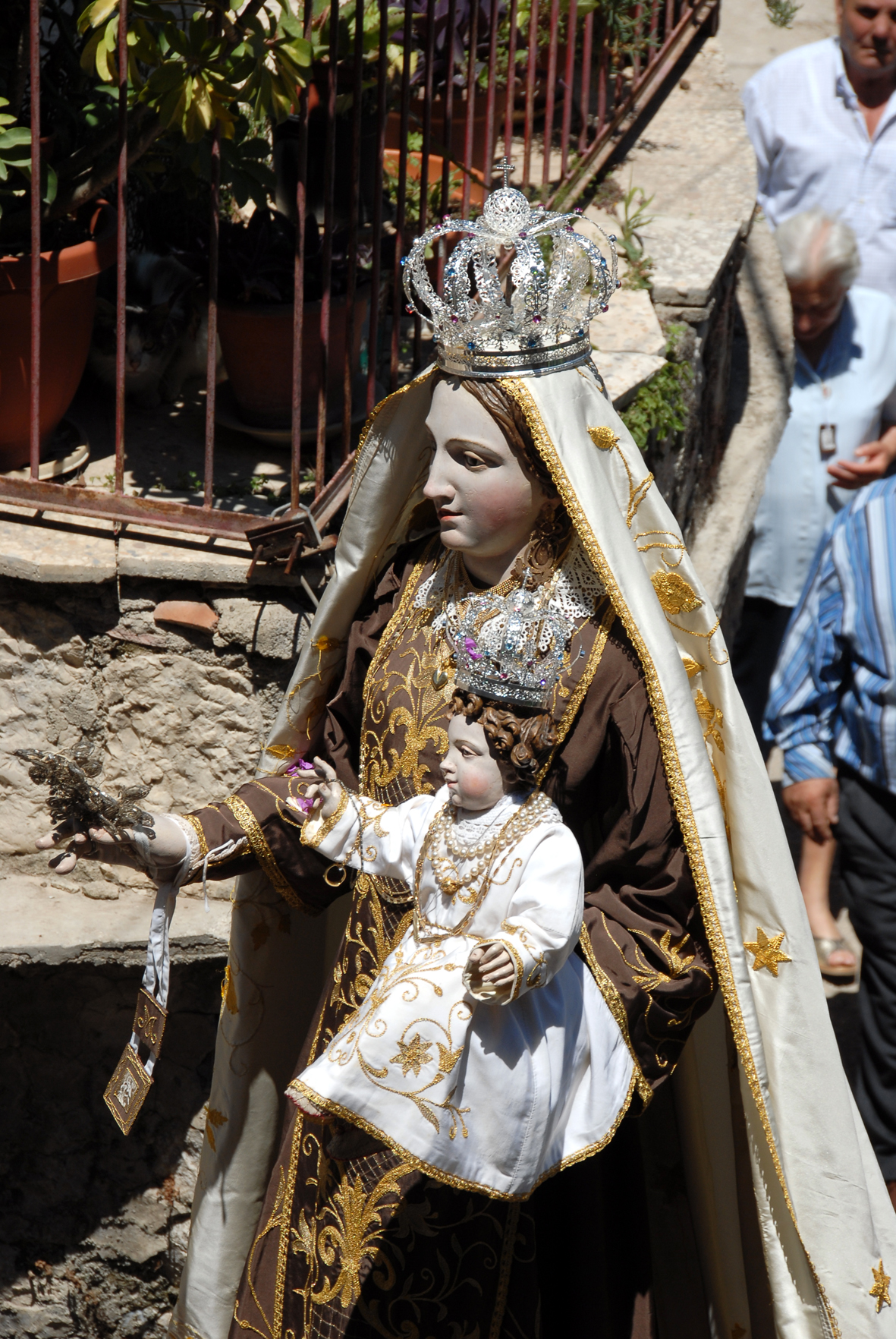

## Galleria d'immagini

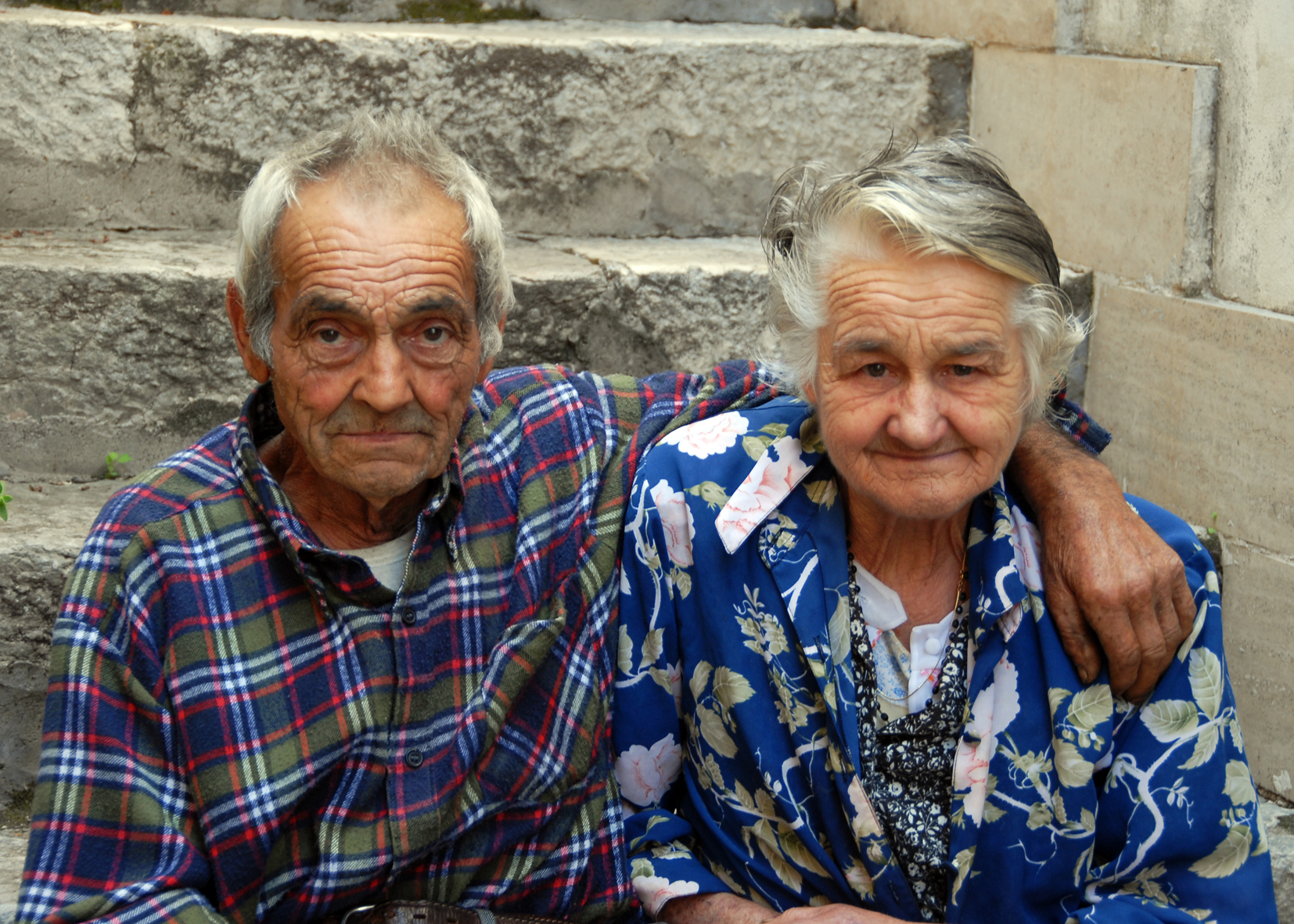
Zi' Domenico e zi' Mariasanta, un'arzilla coppia di Marcianofreddo.
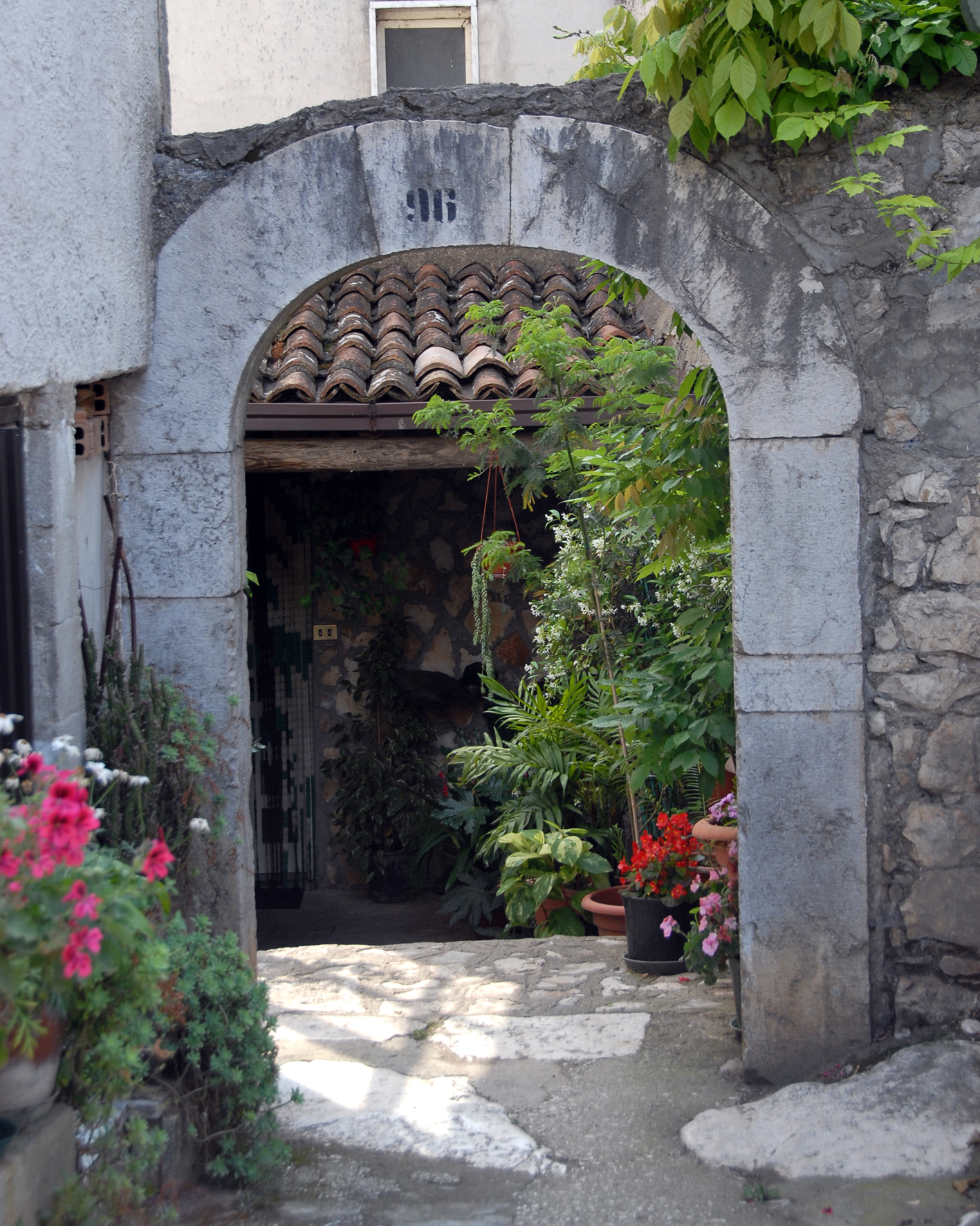
Arco in pietra locale.
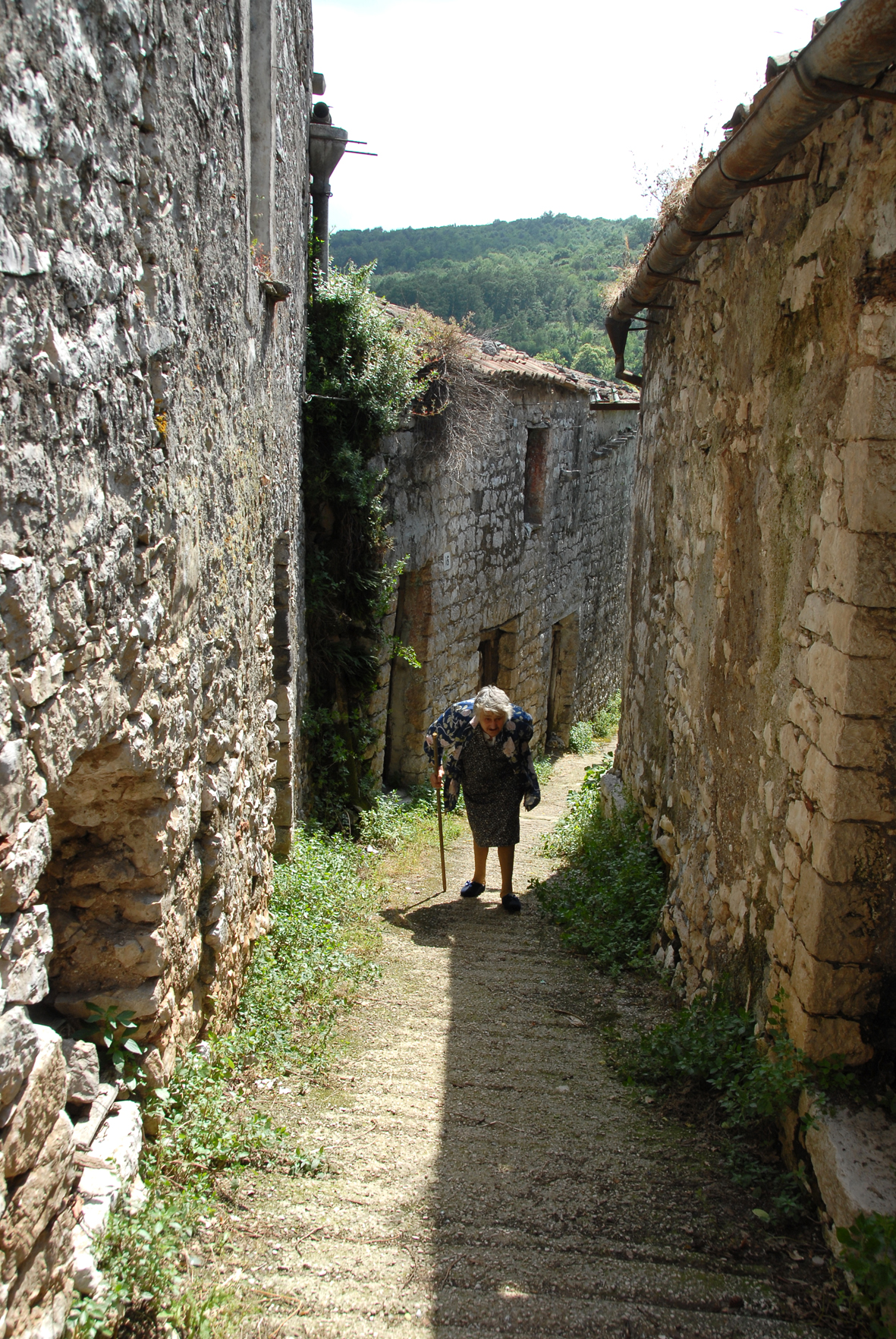
Particolare di un vicolo.
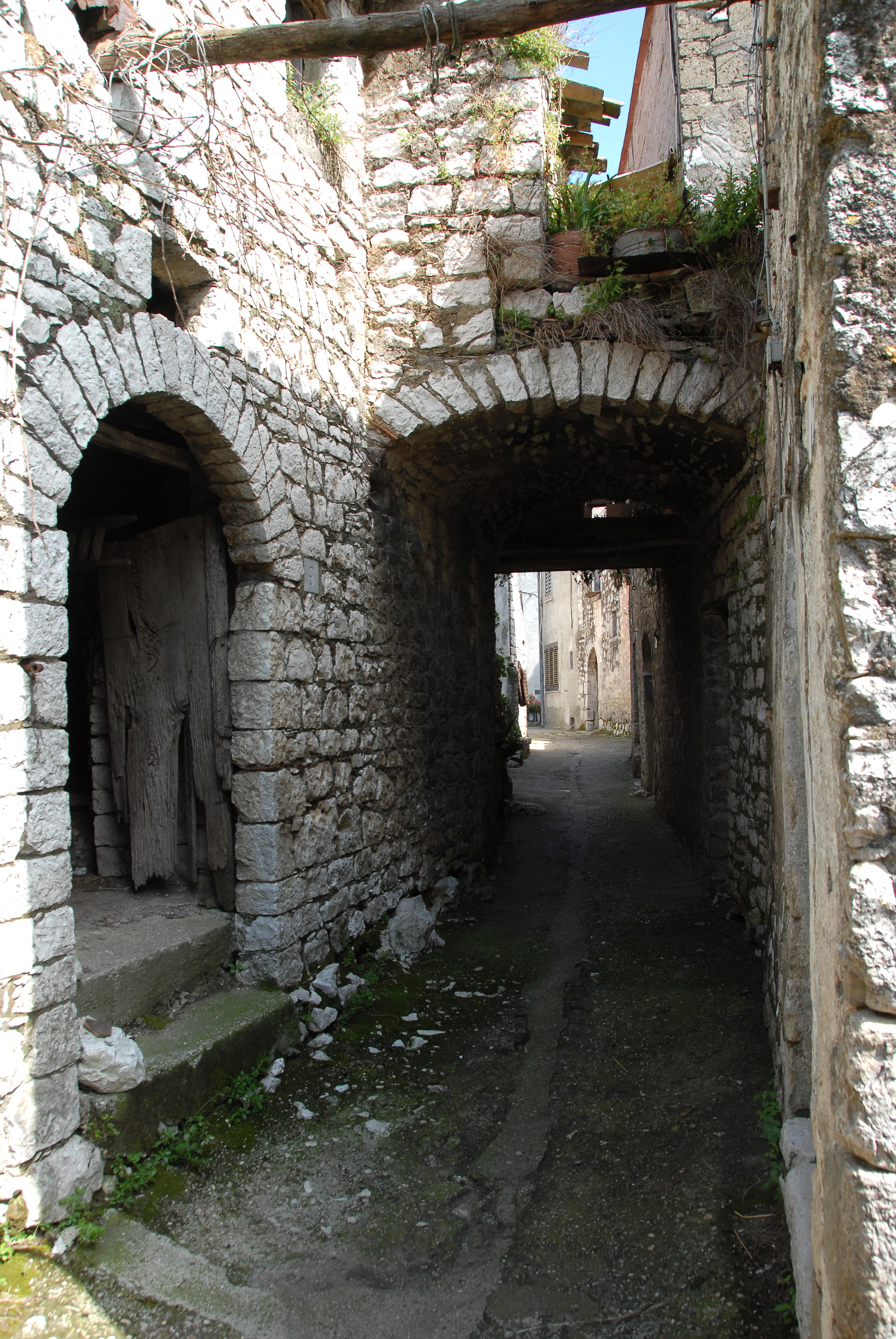
Scorcio di un vicolo.
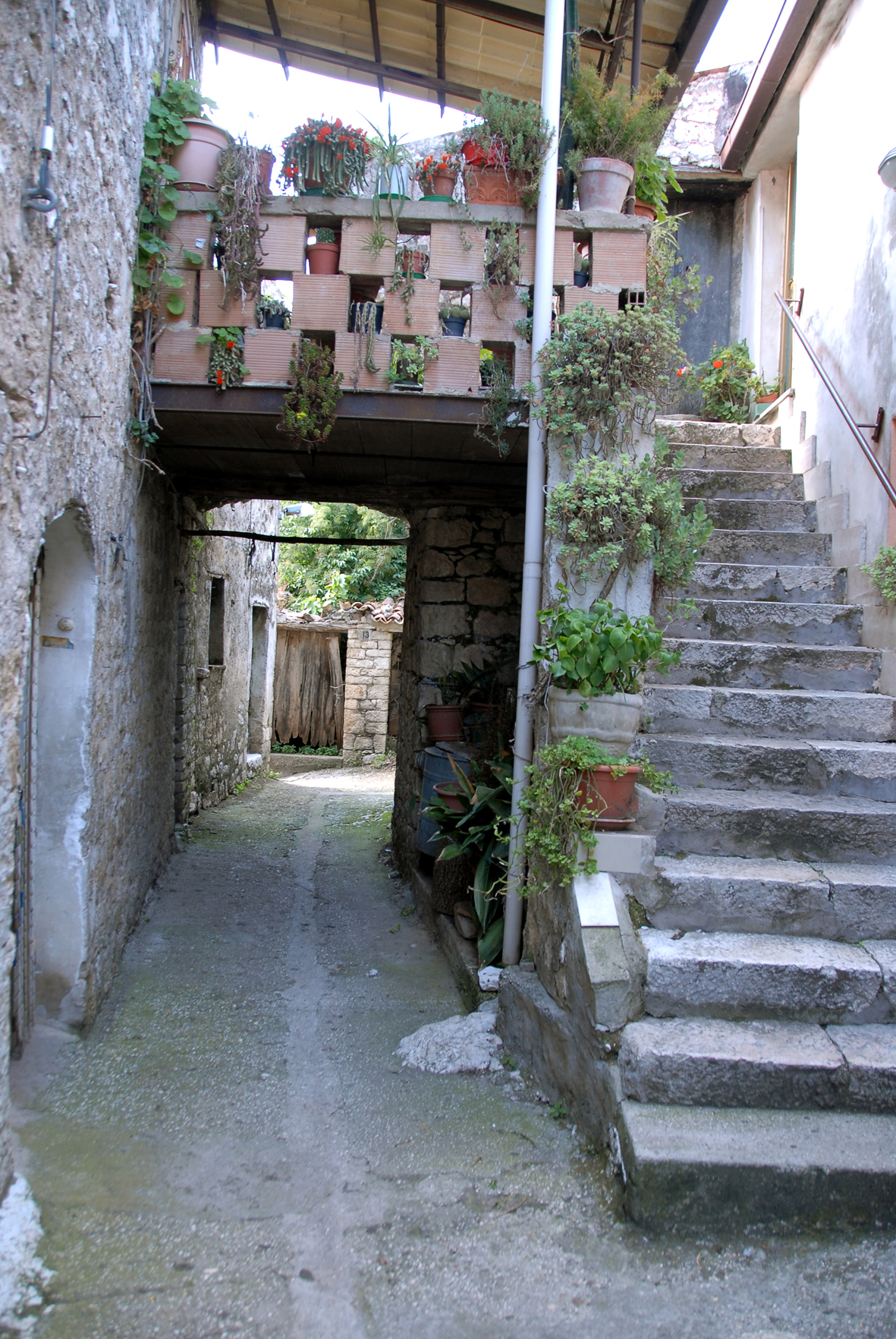
Scorcio della parte opposta del vicolo.
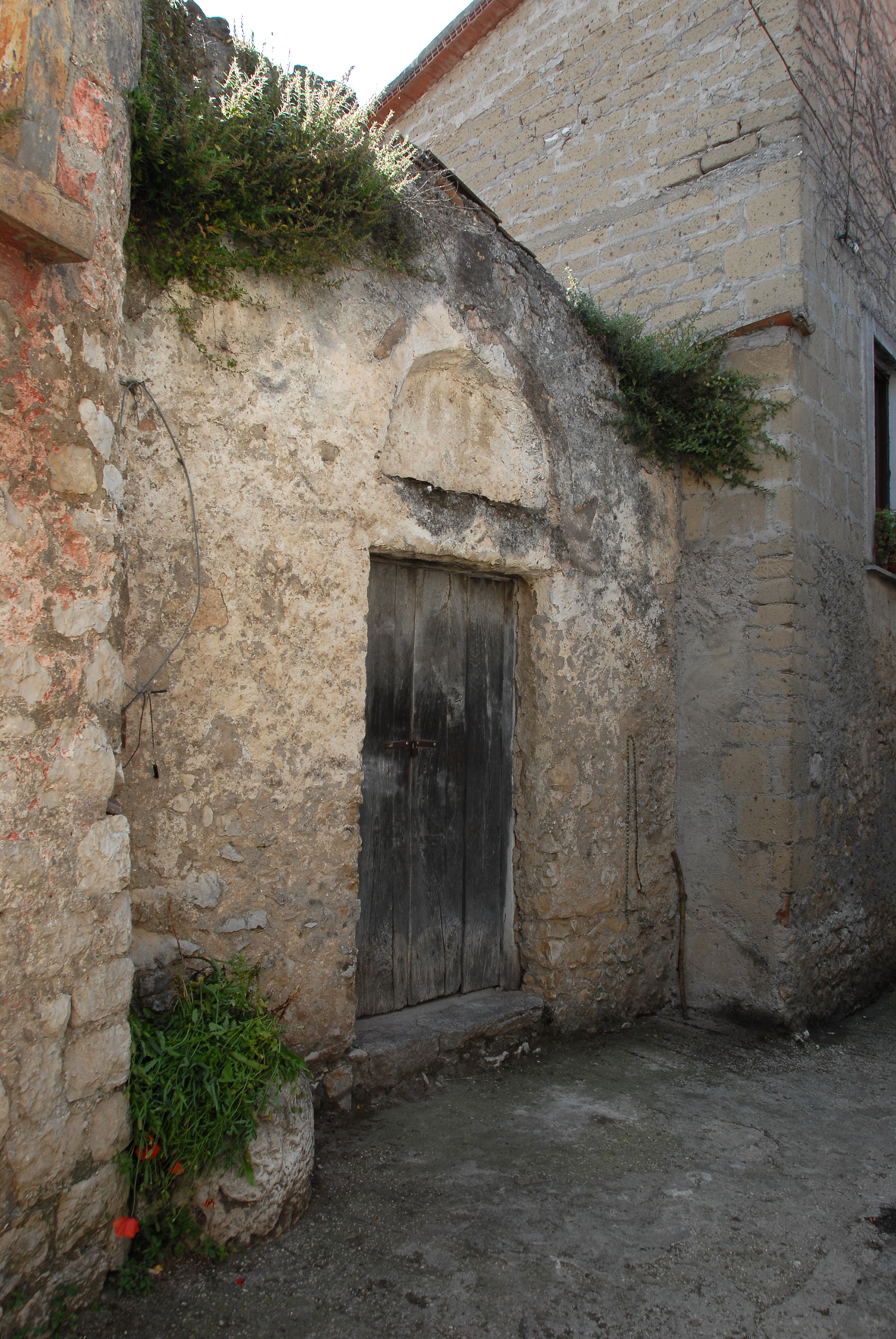
Vecchia cappella.
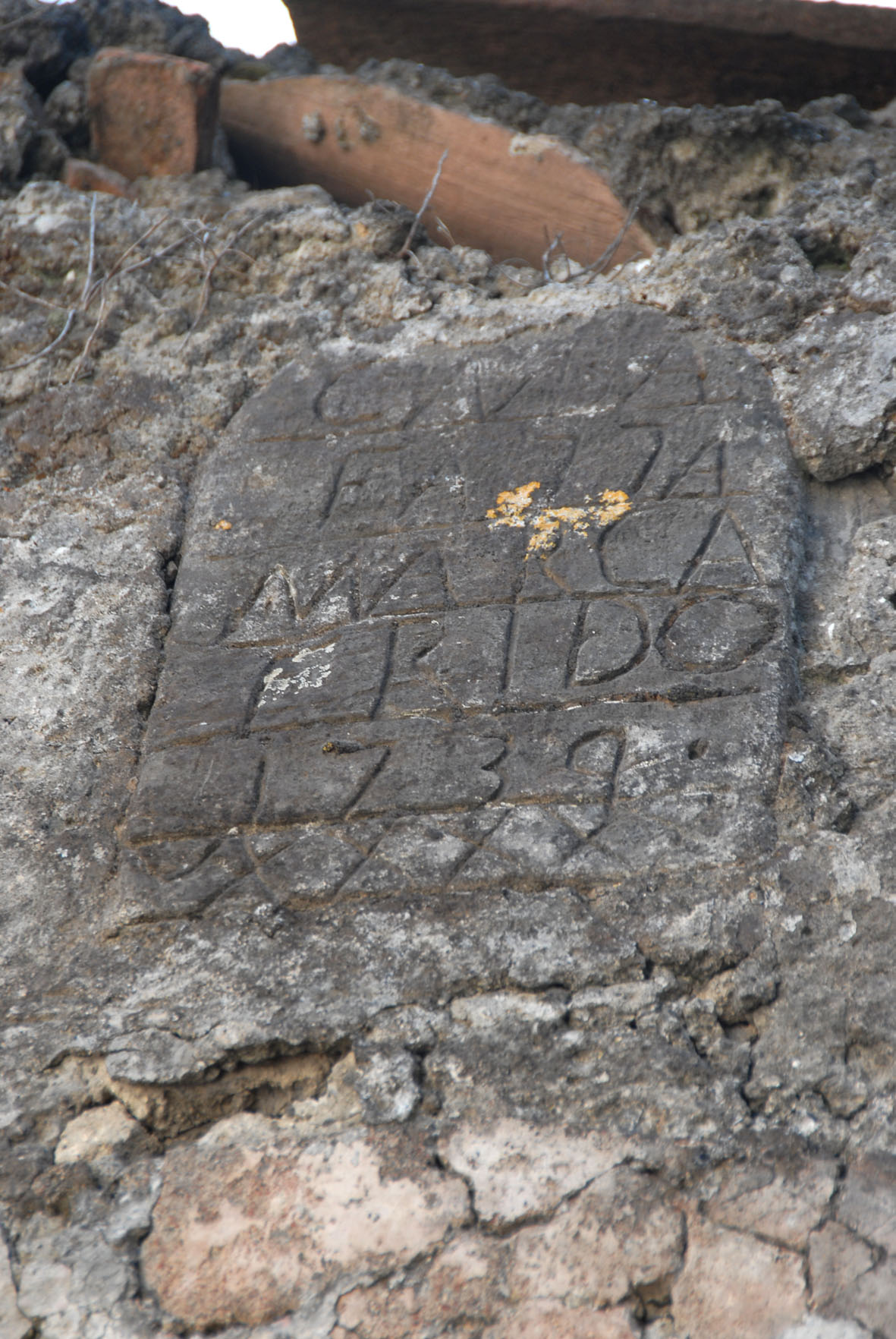
Iscrizione della vecchia cappella.
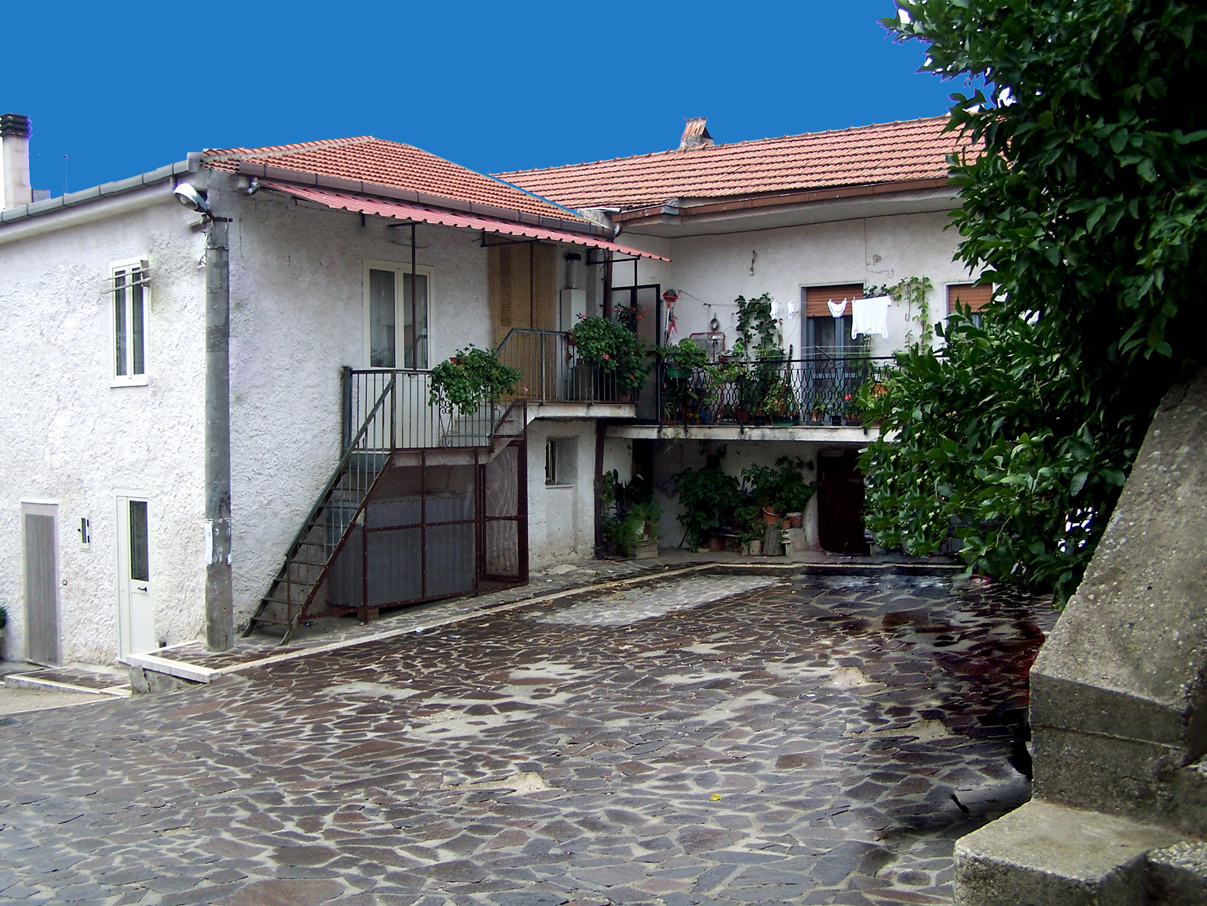
Piazzetta di Marcianofreddo.
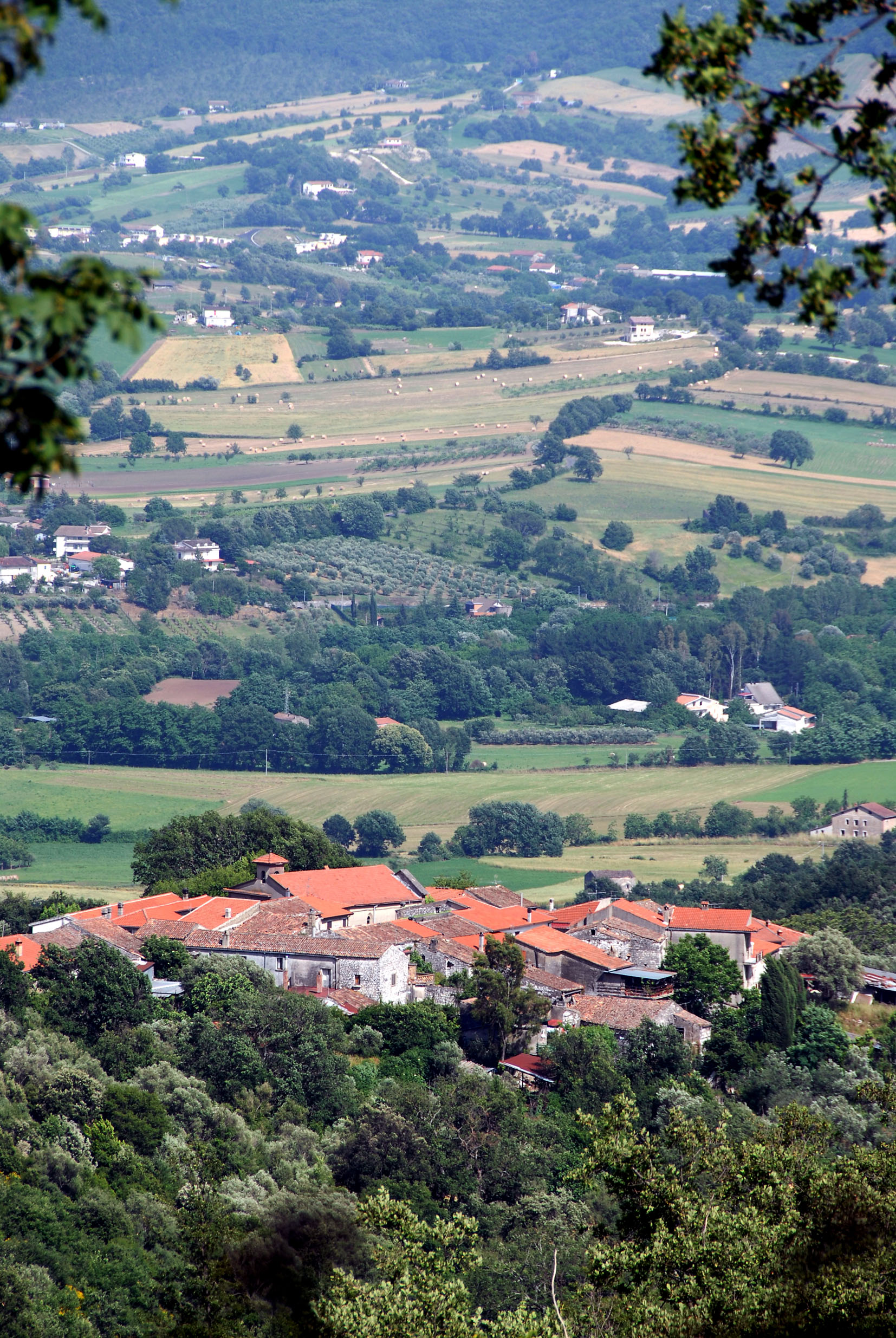
Panorama di Marcianofreddo, sullo sfondo la campagna alvignanese e del medio Volturno.
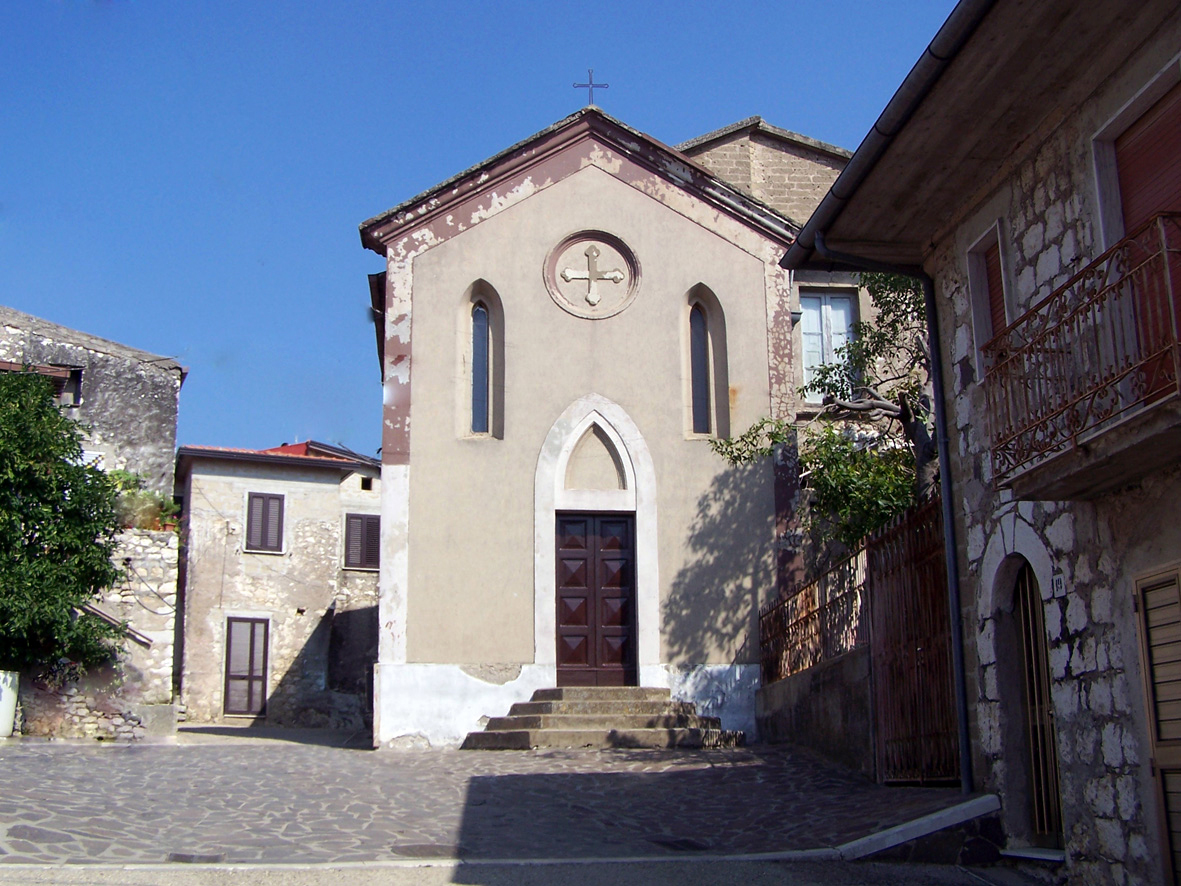
Chiesa di Maria Santissima del Carmine.
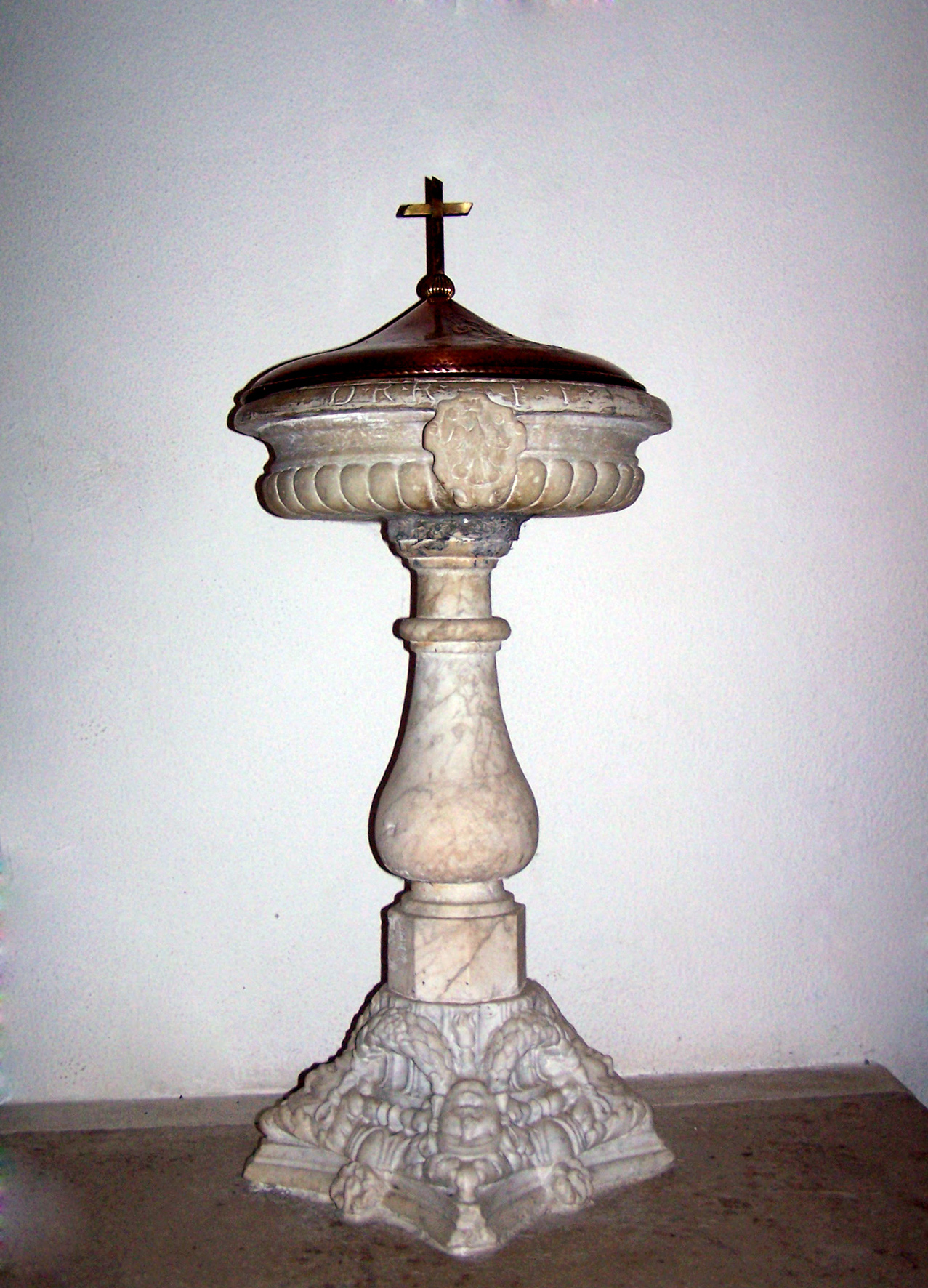
Capitello corinzio usato come battistero nella chiesa di Maria Santissima del Carmine.
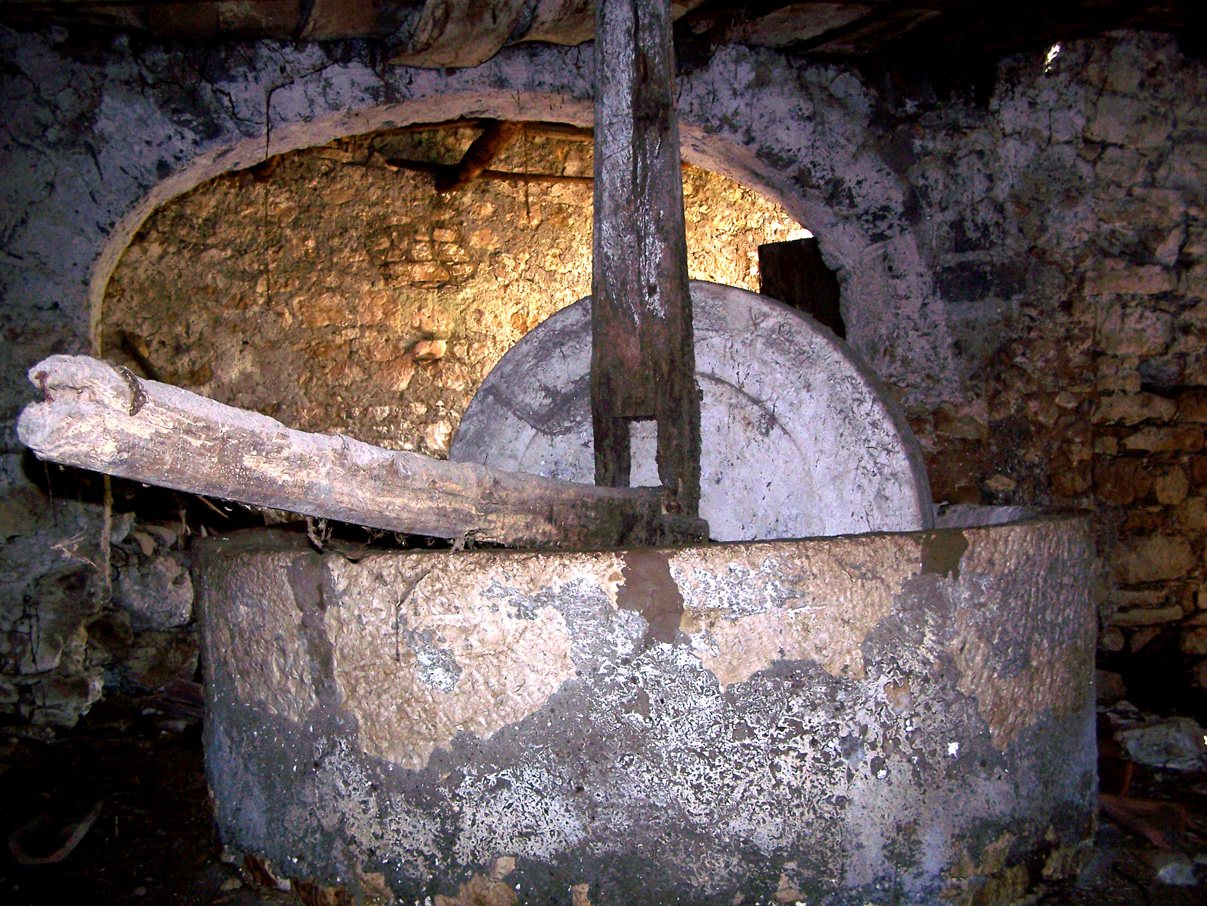
Macina di un antico frantoio.
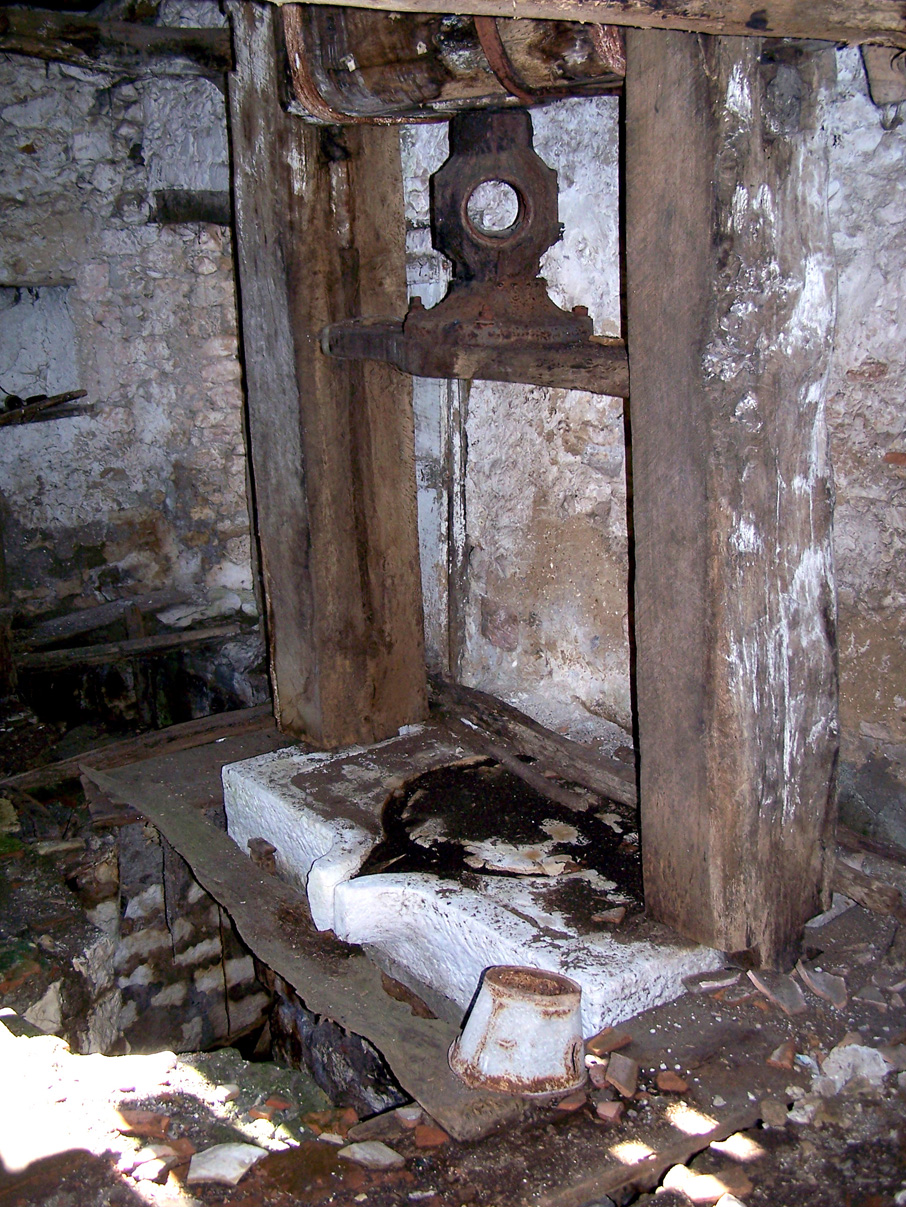
Pressa di un antico frantoio.